# 广东蝶豆
广东蝶豆（学名：Clitoria hanceana）是豆科蝶豆属的植物。分布于泰国、柬埔寨、越南以及中国大陆的广西、广东等地，常生于荒坡、荒地以及路旁灌丛中，目前尚未由人工引种栽培。

## 别名
韩氏蝶豆（广州植物志）